# FK Armawir
FK Armawir (ros. ФК «Армави́р») – rosyjski klub piłkarski z miasta Armawir, na południu kraju.
Założony w 1959 roku jako drużyna miejscowego sowchoza, do 2016 występował pod nazwą Torpedo Armawir (ros. «Торпедо» Армави́р).